# Bão Chapala (2015)
Bão Chapala (tiếng Ả Rập: إعصار تشابالا, iiesar tashabalaan; phát âm tiếng Ả Rập: [i̠ʕsˤäː ɾ taʃaː balaː]) là một xoáy thuận nhiệt đới mạnh và rất hiếm gặp. Chapala là cơn bão mạnh nhất tấn công Yemen từng được ghi nhận, đồng thời là cơn bão mạnh nhất tồn tại trên vịnh Aden từng được biết đến.
Cơn bão có nguồn gốc từ một vùng áp suất thấp trên Biển Ả Rập và đến ngày 28 tháng 10 vùng áp thấp này đã mạnh lên thành một áp thấp nhiệt đới. Ngày hôm sau hệ thống tiếp tục phát triển rất nhanh và đạt đến cấp độ bão xoáy rất dữ dội. Chapala đạt đỉnh vào ngày 30 với sức gió duy trì ba phút 215 km/giờ (130 dặm/giờ) cùng áp suất tối thiểu 940 hPa (27,76 inHg). Tại thời điểm đó nó là cơn bão mạnh thứ hai từng được ghi nhận trên Biển Ả Rập, chỉ sau bão Gonu năm 2007. Tiếp theo cơn bão dần suy yếu khi duy trì hướng di chuyển Tây - Tây Nam. Vào ngày 1 tháng 11 Chapala đã đi sượt dọc phần phía Bắc đảo Socotra trước khi chuyển hướng Tây - Tây Bắc hướng đến đất liền Yemen.
Là cơn bão đầu tiên mang sức gió ở ngưỡng bão cuồng phong tấn công Socotra kể từ năm 1922, Chapala đã gây thiệt hại trên diện rộng tại hòn đảo. Vào ngày 3 tháng 11, Chapala đổ bộ lên Yemen và khiến ít nhất 8 người thiệt mạng cùng hơn 40 người khác bị thương. Bên cạnh đó còn một trường hợp thiệt mạng khác ghi nhận tại vùng duyên hải Somalia.

## Lịch sử khí tượng
Vào ngày 26 tháng 10 năm 2015 một vùng áp suất thấp đã hình thành trên Biển Ả Rập. Ban đầu hệ thống phát triển chậm và đến ngày 28 Cục Khí tượng Ấn Độ (IMD) đã phân loại nó là một áp thấp nhiệt đới. Sau đó trong cùng ngày Trung tâm Cảnh báo Bão Liên hợp (JTWC) đã ban hành một Cảnh báo về sự hình thành của xoáy thuận nhiệt đới, còn IMD thì nâng cấp áp thấp lên thành áp thấp mạnh (deep depression). Tiếp theo, quá trình tăng cường tiếp tục, thúc đẩy IMD nâng cấp hệ thống lên thành một cơn bão xoáy và đặt tên cho nó là Chapala.
Với nhiệt độ nước biển ấm và độ đứt gió theo chiều thẳng đứng thấp, Chapala đã mạnh lên cấp bão xoáy dữ dội rồi đến bão xoáy rất dữ dội trong đêm ngày 29 tháng 10. Sang ngày 30 cơn bão trải qua quá trình tăng cường nhanh chóng và trở thành một cơn bão xoáy cực kỳ dữ dội trong thang phân loại của IMD. Một con mắt sắc nét có bề rộng 22 km (14 mi) xuất hiện và dòng thổi ra mãnh liệt đã cung cấp môi trường lưu thông gió phong phú trên tầng cao. Dựa vào những ước tính cường độ dựa vào ảnh vệ tinh theo kỹ thuật Dvorak, JTWC đã nhận định Chapala là một xoáy thuận đạt cấp độ tương đương bão cấp 4 trong thang Saffir–Simpson tại thời điểm 06:00 UTC với sức gió duy trì một phút tối đa 250 km/giờ (155 dặm/giờ). Theo ước tính này Chapala đã trở thành cơn bão mạnh thứ hai từng được ghi nhận trên Biển Ả Rập, chỉ đứng sau bão Gonu năm 2007. Trong khi đó IMD ước tính Chapala đạt đỉnh với sức gió duy trì ba phút 210 km/giờ (130 dặm/giờ) cùng áp suất tối thiểu 940 hPa (27,76 inHg).
Ban đầu, Chapala được dự kiến sẽ tăng cường thêm nữa để trở thành một siêu bão xoáy, cấp cao nhất trong thang phân loại của IMD; tuy nhiên không khí khô đã cuốn vào trong hoàn lưu của cơn bão làm suy giảm đối lưu sâu dẫn đến một sự suy yếu xảy ra sau đó. Trong phần lớn ngày 31 cấu trúc của Chapala dần suy thoái, dù vậy nó vẫn giữ được một con mắt rõ nét có đường kính 5 km (3,1 mi). Sự suy yếu tạm giảm bớt vào cuối ngày với việc đối lưu quanh lõi phần nào được phục hồi. Ngày tiếp theo, sau khi suy yếu đi một chút, mắt bão đã mở rộng kích thước với bề rộng tăng lên 37 km (23 mi) khi cơn bão di chuyển qua ngay sát phía Bắc đảo Socotra. Điều này đánh dấu lần đầu tiên ghi nhận sự tác động của sức gió tương ứng cấp độ bão cuồng phong đến khu vực này kể từ năm 1922. Vào ngày 2 tháng 11 Chapala tiến vào vịnh Aden, trở thành xoáy thuận nhiệt đới mạnh nhất từng tồn tại ở khu vực này được biết đến. Trong khoảng giữa 01:00 và 02:00 UTC ngày 3 tháng 11 Chapala đổ bộ vào vùng duyên hải Tây Nam Al Mukalla, Yemen với cấp độ bão xoáy rất dữ dội, dù sau đó nó đã ngay lập tức suy yếu xuống bão xoáy dữ dội. Chapala là cơn bão đầu tiên đổ bộ Yemen với cường độ bão cuồng phong từng được ghi nhận trong lịch sử (dựa theo sức gió của JTWC và thang Saffir–Simpson). Địa hình ghồ ghề đã khiến cơn bão suy yếu trầm trọng và nó được ghi nhận lần cuối là một vùng áp suất thấp trong ngày hôm sau.

## Đặc điểm
Bão Chapala, còn được biết đến với tên "siêu bão Chapala", "siêu bão lốc xoáy Chapala", hình thành trên Biển Ả Rập ngày 28 tháng 10 năm 2015 và mạnh dần lên thành "siêu bão lốc xoáy". Với sức gió lên tới 220–230 km/giờ và di chuyển rất nhanh, siêu bão lốc xoáy này trở thành một hiện tượng rất hiếm gặp ở Bán đảo Ả Rập, theo Tổ chức Khí tượng Thế giới (WMO).

## Công tác dự báo

Chapala đổ bộ vào Yemen trong ngày 3 tháng 11.

Các nhà khí tượng học và giới quan chức đã cảnh báo Chapala là cơn bão mạnh hiếm gặp có thể gây mưa lớn và lở đất khi đổ bộ vào đất liền Yemen và Oman vào đêm 2 tháng 11 năm 2015. Người phát ngôn của WMO, Clare Nullis, cho biết do không khí khô từ Sa mạc Ả Rập và năng lượng nhiệt đại dương thấp hơn, cơn bão có thể suy yếu khi đổ bộ vào đất liền nhưng vẫn còn mạnh với sức gió 160 km/giờ. Dự đoán bão sẽ đổ bộ vào một khu vực thưa dân của Yemen nhưng có thể ảnh hưởng lớn đến Oman khi đi vào đất liền của thành phố cảng Salalah, nơi có khoảng 200.000 dân. WMO cũng dự báo cả Oman và Yemen sẽ bị ảnh hưởng nặng nề do mưa, nhất là tại những vùng khô cằn nơi hạ tầng không được thiết kế để ứng phó với mưa lũ lớn. Vũ lượng do bão gây ra có thể tương đương tổng lượng mưa trong một năm ở hai nước này.
Văn phòng Điều phối nhân đạo Liên hợp quốc (OCHA) cảnh báo bão Chapala đổ bộ vào Yemen sẽ khiến khủng hoảng nhân đạo tại nước này trở nên trầm trọng hơn, trong bối cảnh xung đột đang diễn ra ở nước này; và có tới 10/22 tỉnh của Yemen đang đối mặt với tình trạng khẩn cấp về lương thực theo Chương trình Lương thực thế giới (WFP).
Ngày 2 tháng 11, cơ quan thời tiết của Liên hợp quốc thông báo trên mạng xã hội Twitter rằng bão Chapala đã suy yếu từ cấp độ 2 xuống cấp độ 1 khi tiến gần đến hai nước Yemen và Oman, nhưng mang theo mưa lớn.

## Tác động
Trong ngày 2 tháng 11 năm 2015 bão Chapala đã tràn qua đảo Socotra, nơi cách vùng Sừng châu Phi khoảng 250 km và cách đất liền Yemen 350 km. Tại đây, bão khiến 3 người thiệt mạng và hơn 200 người bị thương; nhiều ngôi nhà và làng mạc bị hư hại nghiêm trọng hoặc bị cuốn trôi.
Sáng ngày 3 tháng 11 bão đổ bộ vào Yemen gây ngập lụt nặng nề cho thành phố Al-Mukalla, nơi các chiến binh al-Qaeda cai trị khoảng 300.000 người kể từ khi quân đội chính phủ rút lui vào tháng 4 năm 2015. Hàng vạn người đã phải di dời đến nơi trú ẩn, trong đó chỉ riêng tỉnh Shabwa là 6000 người. Nước gây ngập các xe ô tô lưu thông trên đường phố; hàng chục gia đình phải chạy trốn vào một bệnh viện vì sợ các tảng đá lăn; nhiều ngôi nhà ven biển bị phá hủy; điện bị cắt hoàn toàn trong thành phố.
Bão suy yếu khi tiến về thủ đô Sana'a phía bắc của Yemen.